# Мавзолей супругу-благодетелю

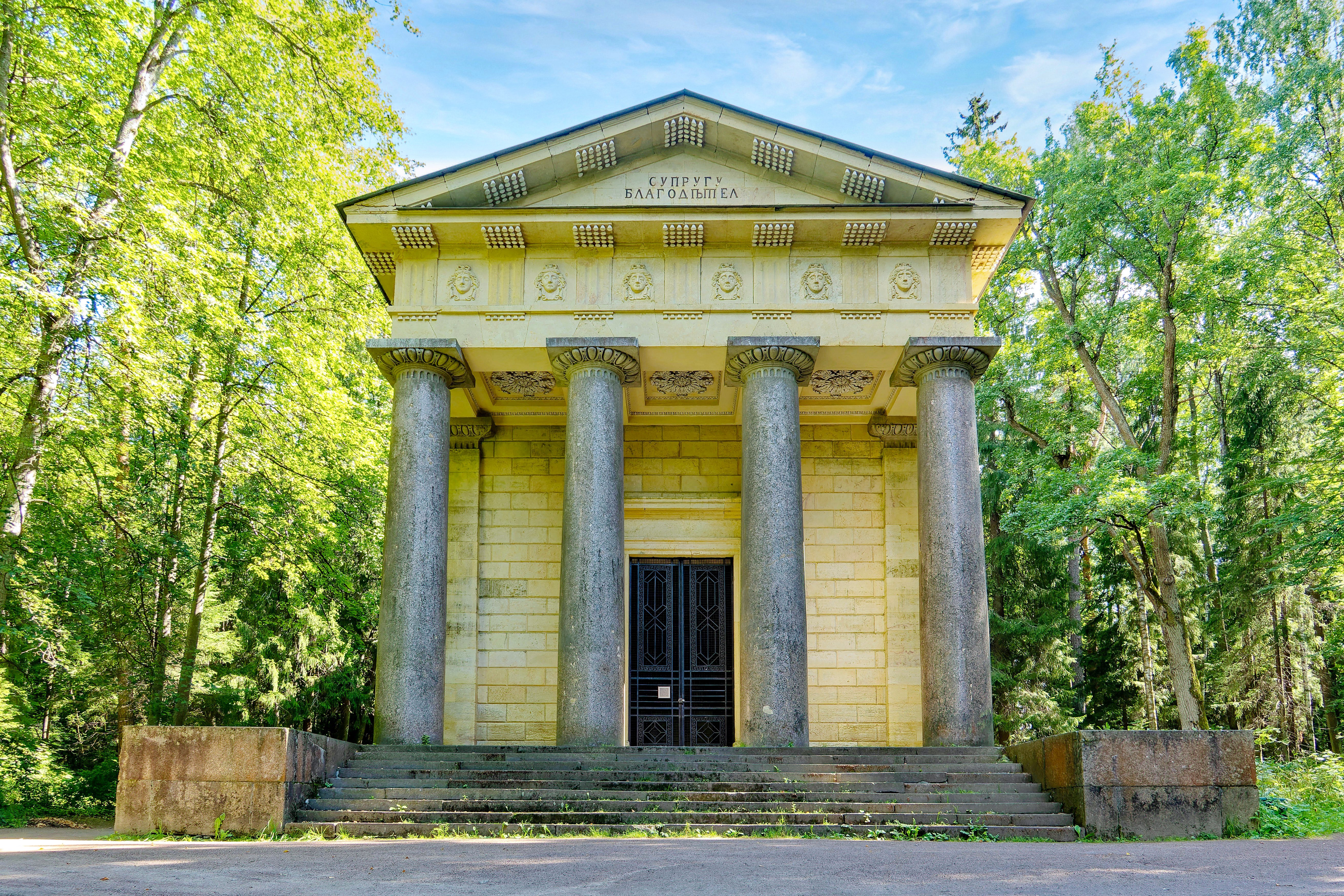
Передний фасад мавзолея с надписью «Супругу Благодетелю» на тимпане (буква «ю» утрачена). Фото 2021 года

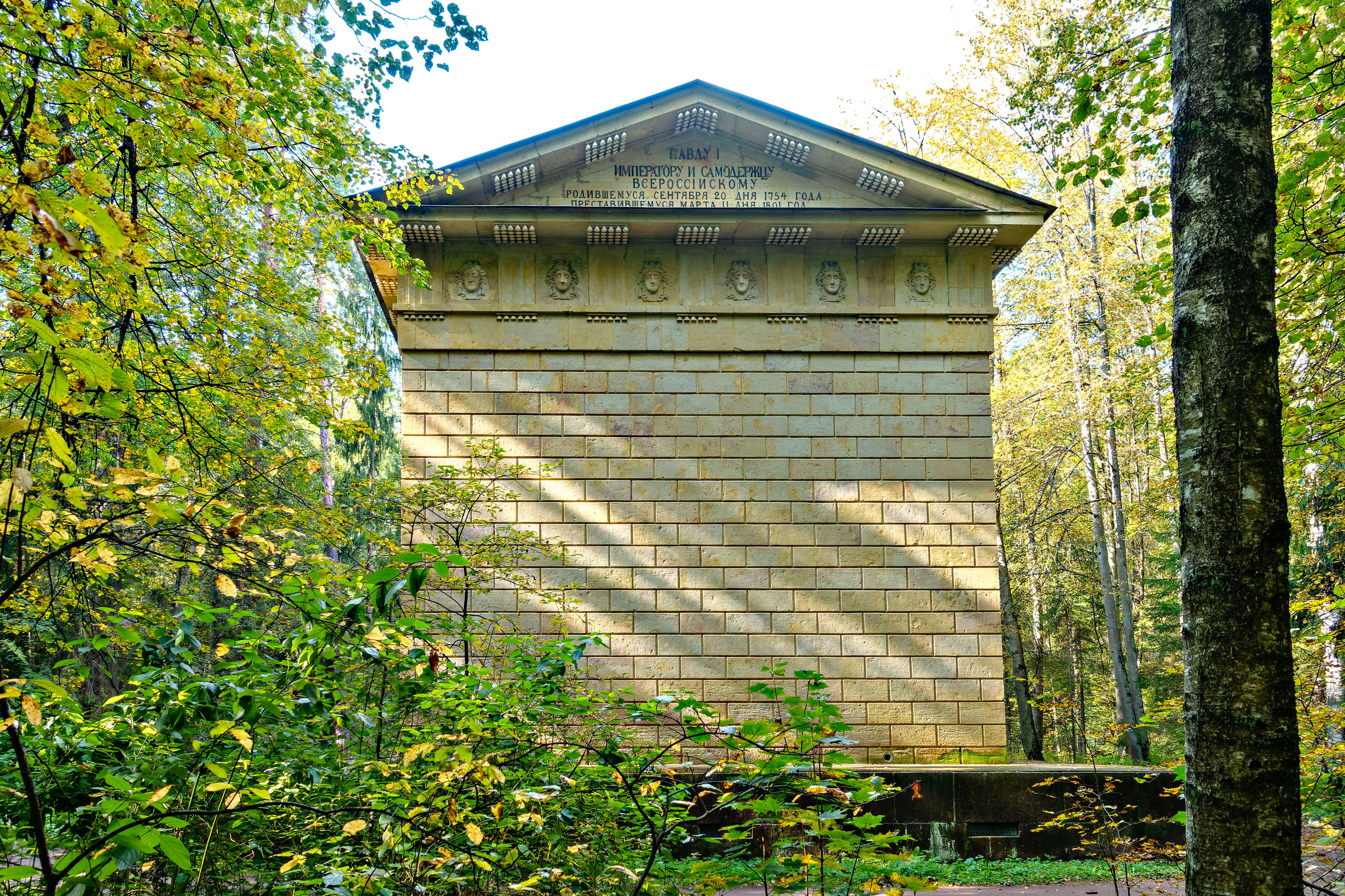
Задний фасад мавзолея с памятной надписью на тимпане. Фото 2021 года

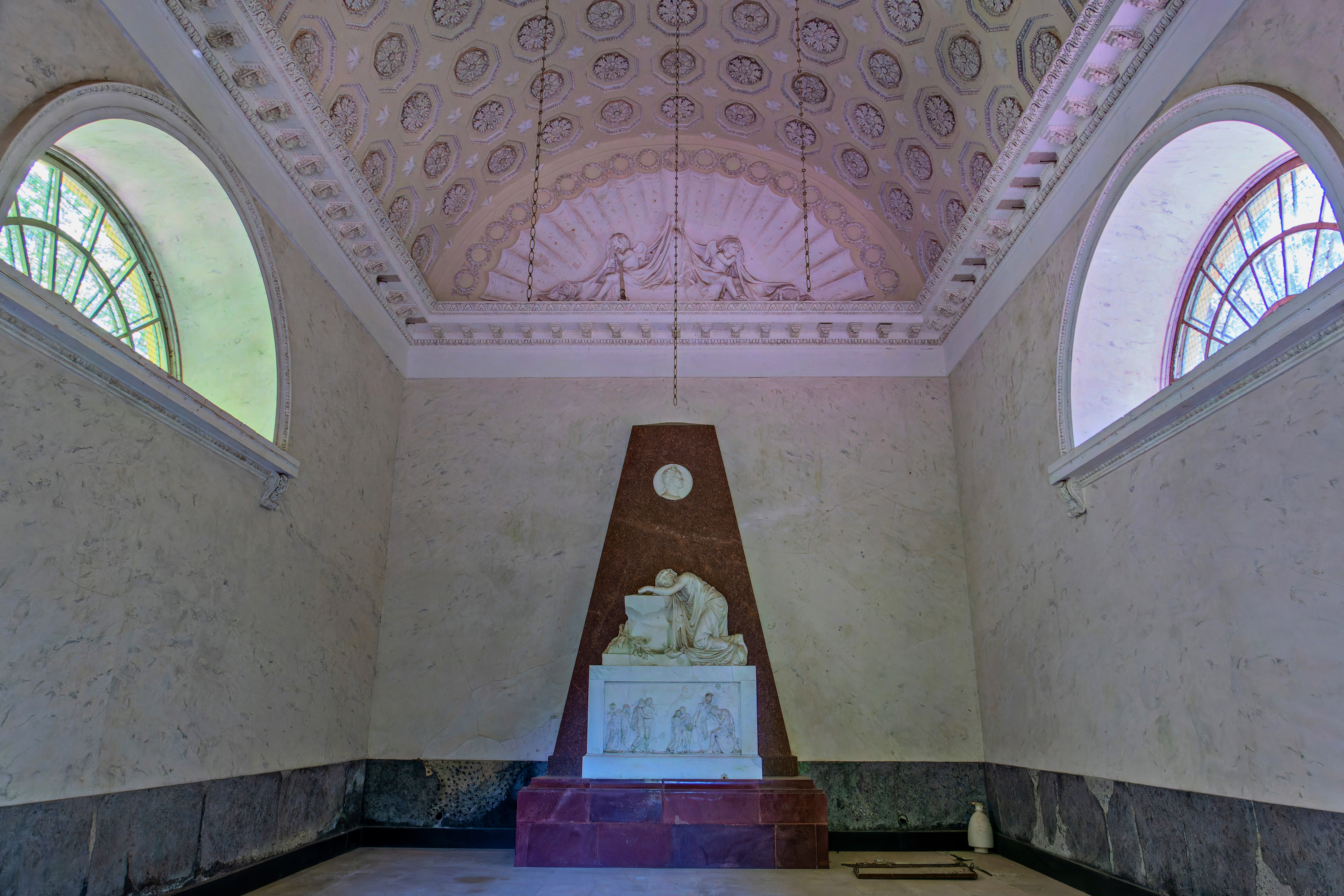
Кенотаф на юго-восточной (торцевой) стене мавзолея. Фото 2023 года

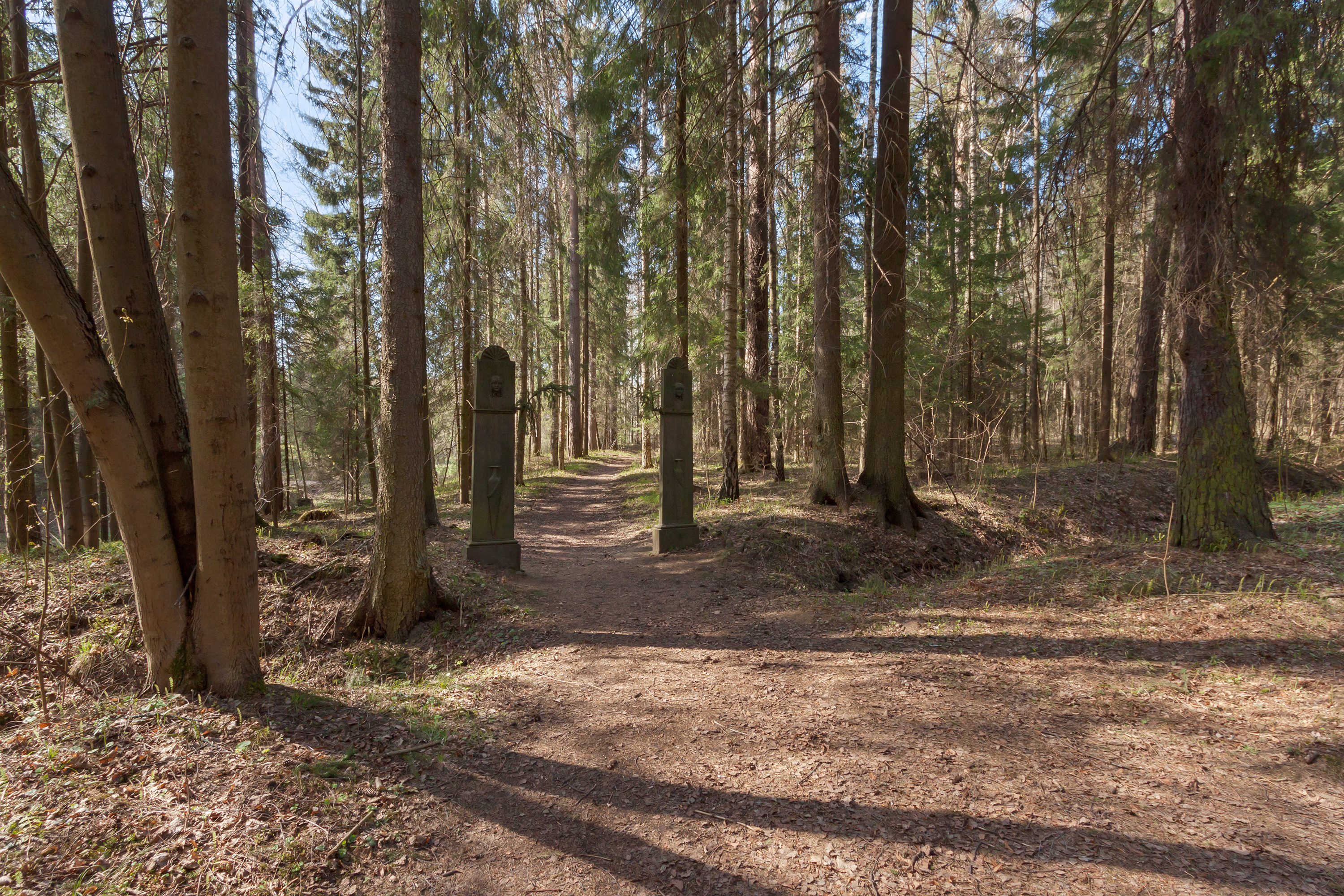
Остатки траурных ворот в начале пути к мавзолею

Мавзолей супругу-благодетелю (Храм Павла I, Памятник Павлу I) — здание в виде античного храма в Павловском парке на территории одноимённого государственного музея-заповедника. Сооружён по проекту Жана-Франсуа Тома де Томона в районе Новой Сильвии в начале XIX века.
Идея возведения здания принадлежит Марии Фёдоровне, супруге императора Павла I. Сооружение первоначально было названо в его честь — храм Павла I.

## История
Павел I был убит заговорщиками в 1801 году. Его вдова Мария Фёдоровна жила в Павловске, пригороде Санкт-Петербурга. Здесь же она решила увековечить память супруга. Был объявлен конкурс на лучший проект памятника, и победителем стал французский архитектор Тома де Томон. Мавзолей Павла I был позднее положен в основу проекта мавзолея королевы Пруссии Луизы, похороненной в Шарлоттенбурге. Ещё зимой 1808—1809 годов по приглашению российского императора королевская чета гостила восемь недель в Санкт-Петербурге и Павловске.
Закладка фундамента прошла летом 1805 года. Строительством руководил К. Висконти. Строительство мавзолея в Павловске велось с 1806 по 1810 год. Несмотря на то, что здание называлось мавзолеем, Павел I никогда не был здесь похоронен. Оно выполняло роль своего рода кенотафа.

## Архитектура и описание
Проект предполагал сооружение здания в виде древнеримского простиля с одним рядом монолитных колонн из красного гранита вдоль фасада. В качестве материала был использован песчаник, а постамент сделан из гранита. Стены облицованы квадрами известняка, колонны сделаны в духе изменённого дорического ордера (шейки сужены и каннелированы, эхины из светло-серого мрамора украшены резьбой). Перекрытие делится на заполненные розетками кессоны.
Четырёхколонный портик поддерживает фронтон с надписью: «Супругу благодетелю», на противоположной стороне — слова: «Павлу I-му Императору и Самодержцу Всероссийскому. Родившемуся сентября 20-го дня 1754 года. Преставившемуся марта 11-го дня 1801 года». Во фризе изображены плачущие маски. К портику ведёт широкая лестница, за которой в центре фасада расположен дверной проём с ажурными дверями — стволы дверей украшены по краям меандровым узором, на них золочёные изображения ваз-слёзниц и перевёрнутых факелов.
Вокруг мавзолея были посажены высокие ели, что подчёркивало траурный характер сооружения. Центральный фасад хорошо виден с центральной дорожки Новой Сильвии, но подойти к нему можно лишь по узкой дорожке, пройдя через траурные чугунные ворота, обогнув мавзолей и обозрев таким образом весь памятник.
У стены против входа располагается мраморный кенотаф на высоком пьедестале, украшенном рельефом с изображением скорбящего семейства Павла I. На пьедестале коленопреклоненная плакальщица в короне — олицетворение Марии Фёдоровны (без портретного сходства). Монумент находится на фоне гранитной пирамиды, украшенном мраморным медальоном с портретом Павла I. Памятник выполнен Иваном Мартосом в 1809 году. Помещение украшено скудно, чтобы всё внимание было обращено к кенотафу. Стены облицованы белым мрамором, панели тёмно-серые, понизу идёт узкий черномраморный плинт. Поверху у стен слегка выступает фриз, сильно вынесен карниз с модульонами. Перекрытие — сводчатое цилиндрическое, с шестигранными кессонами с двумя видами розетт. На трёх цепях из центра свисал бронзовый светильник, выполненный в форме удлинённой амфоры с позолоченными масками. На торцевых стенах — люнеты с лепными композициями: Гений Славы над дверями со скрижалями Истории и два плачущих амура на стене у кенотафа.
Павильон был отреставрирован после полученных во время Великой Отечественной войны повреждений.

## В культуре
Поэт Василий Жуковский в своей элегии «Славянка» (1815) так описывал мавзолей:
И вдруг пустынный храм в дичи передо мной;

Заглохшая тропа; кругом кусты седые;

Между багряных лип чернеет дуб густой

И дремлют ели гробовые.

…

Сей храм, сей темный свод, сей тихий мавзолей,

Сей факел гаснущий и долу обращенный,

Все здесь свидетель нам, сколь блага наших дней,

Сколь все величия мгновенны.